# Ремер, Сара
Са́ра Кристи́на Ре́мер (англ. Sarah Christine Roemer, род. 28 августа 1984, Сан-Диего) — американская актриса и модель. Наиболее известна по ролям в фильмах «Хатико: Самый верный друг»,  «Паранойя», «Психушка» и «Зажги этим летом!».

## Биография
Сара Кристина Ремер родилась 28 августа 1984 года в Сан-Диего. С 15 лет в модельном бизнесе. В 2006 году она начала актёрскую карьеру, снявшись в фильме «Проклятие 2». Через год снялась с Шайа Лабафом в фильме «Паранойя». Поцелуй Сары с Лабафом в этом фильме номинировался на MTV Movie Awards 2008. В 2009 году Сара играла в главной роли в фильмах «Пробуждая Мэдисон» и «Зажги этим летом!». Сара снялась в музыкальном видео на песню «Come Back To Me» победителя шоу «American Idol» Дэвида Кука. В 2009 году снялась с Ричардом Гиром и Джоан Аллен в фильме «Хатико: Самый верный друг», а в 2011 году — в сериале «Гавайи 5.0».

## Личная жизнь
С января 2015 года Сара замужем за актёром Чадом Майклом Мюрреем, с которым она встречалась 5 месяцев до их свадьбы. У супругов есть трое детей — сын (род. 31 мая 2015) и две дочери (род. в марте 2017 и августе 2023).

## Фильмография
| Год       |     | Русское название          | Оригинальное название      | Роль           |
| --------- | --- | ------------------------- | -------------------------- | -------------- |
| 2006      | ф   | Самоубийцы: История любви | Wristcutters: A Love Story | Рейчел         |
| 2006      | ф   | Проклятие 2               | The Grudge 2               | Лейси Кимбл    |
| 2007      | ф   | Паранойя                  | Disturbia                  | Эшли Карлсон   |
| 2007      | кор | Кутласс                   | Cutlass                    | Ева            |
| 2008      | ф   | Психушка                  | Asylum                     | Мэдисон        |
| 2009      | ф   | Зажги этим летом!         | Fired Up                   | Карли          |
| 2009      | ф   | Хатико: Самый верный друг | Hachiko: A Dog's Story     | Энди Уилсон    |
| 2009      | ф   | Золотая дверь             | Falling Up                 | Скарлет Доулин |
| 2010      | ф   | Прощание                  | Locked In                  | Эмма           |
| 2010      | ф   | Пробуждая Мэдисон         | Waking Madison             | Мэдисон Уолкер |
| 2010      | ф   | Художник-вор              | The Con Artist             | Кристен        |
| 2010—2011 | с   | Событие                   | The Event                  | Лейла          |
| 2011      | с   | Гавайи 5.0                | Hawaii Five-0              | Марис Гарсия   |
| 2012      | с   | Рассвет                   | Daybreak                   | Сара           |
| 2013—2014 | с   | Избранный                 | Chosen                     | Эйвери Шарп    |
| 2015      | кор | Игра подруги              | The Girlfriend Game        | Клементина     |
| 2015      | ф   | Приложение                | The App                    | Элизабет       |
| 2016      | ф   | Неумирающий Манхэттен     | Manhattan Undying          | Вивиан         |
| 2021      | ф   | Выжить в игре             | Survive the Game           | Ханна          |